# Слоновське організоване злочинне угруповання
Слоновське організоване злочинне угруповання («Слони») — найбільша ОПГ Рязанської області і одна з найпотужніших злочинних угруповань в СНД 1990-х років, існувала до 1996 року.

## Історія створення
Організовані злочинні угруповання стали з'являтися в Росії за часів соціально-економічних реформ кінця 1980-х - початку 1990-х років. Реформи цього періоду привели до зубожіння однієї частини населення і, навпаки, збагачення інший, тобто до збільшення соціальної нерівності. Не оминули ці процеси і Рязань.
Слоновське ОПГ з'явилася в Рязані в 1991 році. Первісне її назва була «Презентовская» ОПГ (за місцем зборів штабу в Рязанському ресторані «Презент»). Її лідерами були колишні водій заступника рязанського міського прокурора Микола Іванович Максимов на прізвисько Макс і таксист В'ячеслав Євгенович Єрмолов 1962 року народження на прізвисько Слон. На честь останнього угруповання згодом і отримала своє остаточне назва. Спочатку група Слона і Макса взялася за знаходилася тоді в зеніті популярності гру в «наперстки». Отримавши досвід вимагання, нова ОЗУ стала займатися більш серйозними справами. Коли в Росії почався так званий період «автомобільного буму», бандити стали займатися шахрайством щодо покупців і продавців машин, в результаті чого ті залишалися без грошей і без машин. Однак незабаром група була заарештована. Максимов взяв провину за шахрайство на себе і був засуджений умовно, а в діях Єрмолова суд не знайшов складу злочину.

## Початок активної діяльності
На початку 1990-х років основними об'єктами діяльності для бандитів стали кооператори, бізнесмени, «човники», у яких вони вимагали гроші. Даний вид кримінального заробітку отримав назву «рекет». Керівництво більшості рязанських фірм тих років систематично порушувало економічне законодавство Росії, тому підприємці воліли платити бандитам, а не накликати на себе перевірки, звертаючись до міліції.
«Слоновскіе» одними з перших почали займатися рекетом в Рязані. При цьому вони вимагали гроші навіть з некомерційних і, більш того, збиткових підприємств. Кожен новий член ОПГ як випробовування на профпридатність повинен був відшукати нову точку, яку можна було б рекетіровать.
Нарешті, дохід, що отримується з дрібних підприємців, вже не був достатній для бандитів. Їх стала більше цікавити виробнича сфера. Робилися перші спроби взяти під кримінальний контроль великі підприємства. Для цього вміло використовувалися кошти, отримані від рекету, грабежів і махінацій.

## Боротьба з іншими ОПГ
Крім Слоновської ОПГ на початку 1990-х років в Рязані діяли ще три великих ОЗУ - Архиповський, кочетковських і Айрапетовская. Всі вони отримали назви від прізвищ своїх лідерів.
Спочатку всі спірні питання між різними угрупованнями вдавалося вирішувати мирним шляхом, для чого регулярно скликалися зустрічі, звані «стрілками». Однак суперечності все більше загострювалися, оскільки добровільно свої позиції ніяка з рязанських ОПГ здавати не бажала. Війна між угрупованнями була неминуча.
Атмосфера стабільного співіснування угруповань була порушена в березні 1993 року, коли на «стрілці» Слоновской і Айрапетовской ОПГ сталася бійка між їхніми лідерами - Єрмоловим і Віктором Айрапетова. Спортсмен-розрядник Айрапетов на прізвисько «Вітя Рязанський» жорстоко побив Слона. Максимов і Єрмолов вирішили помститися. Спочатку бандити увірвалися в баню на вулиці Чапаєва, де відпочивали «айрапетовци», і побили їх. Самого Віті Рязанського там не виявилося, тому Слон не рахував питання завершеним.
25 листопада 1993 року п'ятеро невідомих кілерів з автоматами увірвалися в клуб заводу «Рязсельмаш» і відкрили шквальний вогонь по знаходився там «айрапетовскім». Сам Віктор Айрапетов зумів сховатися за колону і вціліти, однак 8 членів його угруповання були вбиті, ще 9 - поранені. Після цього Вітя Рязанський перебрався в Москву, але і звідти він продовжував керувати своїми бійцями. 31 березня 1994 року під дворі будинку № 27 по касимовского шосе чотирма пострілами з пістолета було вбито Максимов.
Розуміючи, що убивши тільки одного суперника, він не доб'ється остаточної перемоги, Айрапетов вирішив знищити і Єрмолова. Під час відспівування Максимова в храмі Вознесіння Господнього, 3 квітня 1994 року, всередину з кейсом вибухівки повинен був проникнути член Айрапетовской ОПГ Сергій Манікін, один з помітних в минулому футболістів рязанського «Торпедо» (грав там до 1991 року включно, два наступних роки, 1993 - неповний, виступав за команду з Сахаліну), а потім підірвати церкву з усіма розташованими в ній за допомогою радіокерованого детонатора. Однак, коли Манікін залишалося 150 метрів до церкви, детонатор несподівано спрацював від пульта автомобільної сигналізації одного з гостей. Пролунав сильний вибух. Охоронці Слона, прибігши до місця вибуху, виявили там понівечене тіло кілера, якому відірвало обидві ноги і вибуховою хвилею закинуло їх на дерево, але який був ще живий. Вони заявили йому: «Скажеш, хто послав - викличемо" швидку "», проте Манікін через 15 хвилин помер. Віруючі жителі Рязані до сих пір вважають передчасний вибух божественним проявом.
Після загибелі лідера, ОЗУ, як правило, розпадаються, але В'ячеслав Єрмолов зумів утримати за собою лідируючі позиції і налагодити залізну дисципліну. Першочерговим завданням Слоновской ОЗУ стало вбивство Айрапетова. 3 липня 1994 року бандити вбили брата Айрапетова Сергія, який не мав ніякого відношення до криміналу, тільки для того, щоб виманити на його похорон Вітю Рязанського. Той не приїхав, але дав команду членам своєї ОПГ помститися. Коли за вбитим братові Айрапетова влаштовували на дев'ятий день поминки, 12 липня 1994 року, в офісі фірми «Діловий світ» був застрелений головний помічник Єрмолова Олександр Мілідін на прізвисько «Кока». Потім була зроблена спроба підірвати ресторан в Рязанському річковому порту, де збиралися «слони», але вона провалилася.
Слон тимчасово відійшов від кримінальної діяльності. Одного разу, коли його необхідно було доставити для допиту в РУБОП по Рязанській області, до нього на квартиру послали наряд ОМОНу. Єрмолов подумав, що до нього приїхали кілери, і відмовлявся відкривати двері, поки не додзвонився до начальника управління. Коли його все-таки доставили на допит, стався курйозний випадок - в кабінеті слідчого під гігантом Єрмоловим розвалився стілець. Піднявшись, Слон сказав: «Нічого, коли ми прийдемо до влади - у вас будуть міцні стільці».
Поки Слоновская ОПГ не робила ніяких активних дій, стали активізуватися інші угруповання Рязані. Господар магазину «Зустрічна торгівля» Дмитро Кочетков, не маючи авторитету серед слов'янських бандитів, привіз в Рязань чеченців. Ті стали освоюватися в місті, проте після того, як 18 листопада 1994 року Кочетков був убитий дев'ятьма пострілами з ТТ у дворі свого будинку по вулиці Павлова, виїхали з Рязані. За деякими даними, цей злочин також було справою рук «слонів». Пізніше були вбиті кілька підлеглих Кочеткову чеченських бандитів. Після цього чеченці покинули Рязань, і кочетковських ОПГ припинила своє існування.
На 1994 рік припав пік активності в Росії так званих «фінансових пірамід», таких, як «МММ» або НРПФ «Північ». 25 листопада 1994 був убитий директор відомої рязанської фінансової піраміди «Пріоритетна інтернаціональна компанія» (ПИКО) Сергій Княжскій. Княжскій працював з Єрмоловим, однак після того, як ошукані вкладники зажадали повернути близько 17 мільярдів рублів, Слон вирішив його прибрати, для чого послав одного зі своїх кілерів, Олексія Сергєєва.
Оговтавшись від попередніх поразок, «слони» стали повертати свої позиції. 6 лютого 1995 був убитий Олександр Архипов, через деякий час - його наступник Ермошин. Архиповський ОПГ перестала існувати. Обидва замовлення виконав кілер Степахов.
В 1995 році до ОПГ приєднався кримінальний авторитет Филаретов на прізвисько «Фелікс». Він намагався впровадити в банді чужі «слонам» злодійські закони, регулярно постачав до в'язниць і колоній так званий «грев», допомога засудженим. Його улюбленою приказкою була: «Зброя - це гроші, гроші - це влада».
Влітку 1995 року був убитий директор рязанського м'ясокомбінату Василь Панарін. М'ясокомбінат контролювала угруповання якогось Чекірова, друга Филаретова. Незадовго до своєї смерті директор намагався перейти під «дах» Слоновской ОЗУ. Дізнавшись про це, Чекиров з підручними розстріляли директора. Він розраховував, що заляканий їм колектив комбінату вибере його директором. Фелікс 11 грудня 1995 року по наказу Єрмолова вбив Чекірова і двох його спільників. Вбивство Панаріна сколихнуло підприємців Рязані. На нараді за участю представника Президента Росії вони закликали губернатора і правоохоронні органи захистити їх від свавілля бандитів. Після цього була проведена зміна керівництва. Пост начальника Рязанського ГУВС замість генерала Володимира Палченкова зайняв Іван Перов, який почав проводити активну роботу щодо Слоновской угруповання.
В цей час Айрапетов жив в престижному районі Москви - Крилатському. На його ліквідацію «слони» кинули всі сили. 19 листопада 1995 року автомобілі, в яких їхали Вітя Рязанський і його охорона, були зупинені невідомими в масках, які представилися московським ОМОНом, на перетині Рубльовського шосе і Осіннього бульвару. Вони надягли на всіх присутніх наручники, забрали Айрапетова і відвезли в невідомому напрямку. Через тиждень на узбіччі Рязанського шосе був виявлений труп, пізнаний як труп Айрапетова. Він був урочисто похований на Ваганьковському кладовищі, проте, до цих пір багато хто сумнівається, що труп належав дійсно Айрапетова.
Всього ж в період з 1994 по 1996 рік, за деякими оцінками, «слони» здійснили близько 85 замовних вбивств.

## Єдиновладне правління «слонів» в Рязані
Після загибелі Айрапетова у «слонів» більше не залишилося серйозних ворогів, і тоді фактично вони залишилися єдиною функціонуючої угрупованням Рязані. Бандити приїжджали до підприємців додому, в офіси і правління, призначали суми виплат. Тих, хто відмовлявся або не встигав заплатити, чекала розплата. Нерідко навіть спроба торгуватися коштувала життя. Так, 17-річний син директора фабрики з розфасування чаю був застрелений в під'їзді.
Бандити брали данину навіть з збиткових підприємств, колгоспів, гаражних кооперативів, жеків. Жертви рекету самі привозили гроші в Рязань. Кількість клієнтів «слонів» стало настільки велике, що збирати їх стали по певним дням на центральному міському стадіоні Рязані.
«Слоновскіе» вирішили обкласти даниною і циган - торговців наркотиками. Коли один з них відмовився, бандити зарубали його сокирою, а потім скалічили його вагітну дружину.
У грудні 1993 року в Росії відбулися масові махінації з поштово-кредитовими авізо. «Слони» також взяли на озброєння даний вид кримінального заробітку. Так, ними було викрадено 900 мільйонів рублів за допомогою фальшивих авізо. Потім вони зробили невдалу спробу вкрасти вже 19 мільярдів. Якби вона була б здійснена, то стала б найбільшою крадіжкою грошей з Центрального Банку Росії.
«Слони» працювали в есенинских просторах - місцях туристичного паломництва Рязанської області. Як уже згадувалося вище, «слони» використовували і фінансові піраміди.
Разом з тим, Єрмолова стало турбувати поведінка членів його угруповання Филаретова, Глазунова і Жукова, були прихильниками злодійських ідей. Для «слонів» вони представляли серйозну небезпеку, оскільки так звані «злодії в законі» могли скласти їм серйозну конкуренцію в Рязані. 18 березня 1996 року кілери Шпак, садові та Горєлов вивезли Филаретова за місто, убили ударами ножа, кинули в бочку і підпалили. Незабаром тіло виявив патруль міліції, однак воно було упізнано лише через рік. 19 березня безслідно зник Жуков. Кілери Ахметов і Сергєєв 21 березня вбили Глазунова, обстоював вбивство як побутове. Дружина Глазунова була важко поранена, але вижила.
Також «слони» займалися благодійністю. Надаючи допомогу дитячим будинкам, насправді вони готували майбутніх кілерів. Так, вихованець дитбудинку Фроловский став згодом членом Слоновской ОЗУ і загинув, підірвавшись на бомбі.